# Calaca, Batangas
Calaca là một đô thị cấp một ở tỉnh Batangas, Philippines. Theo điều tra dân số năm 2015, đô thị này có dân số 81.859 người trong.

## Các đơn vị hành chính
Calaca, về mặt hành chính, được chia thành 40 khu phố (barangay).
| - Bagong Tubig - Baclas - Balimbing - Bambang - Barangay 1 (Pob.) - Barangay 2 (Pob.) - Barangay 3 (Pob.) - Barangay 4 (Pob.) - Barangay 5 (Pob.) - Barangay 6 (Pob.) - Bisaya - Cahil - Caluangan - Calantas | - Camastilisan - Coral Ni Lopez (Sugod) - Coral Ni Bacal - Dacanlao - Dila - Loma - Lumbang Calzada - Lumbang Na Bata - Lumbang Na Matanda - Madalunot - Makina - Matipok - Munting Coral | - Niyugan - Pantay - Puting Bato West - Puting Kahoy - Puting Bato Đ - Quisumbing - Salong - San Rafael - Sinisian - Taklang Anak - Talisay - Tamayo - Timbain |